# Kölyök (film, 1959)
A Kölyök 1959-ben bemutatott magyar filmvígjáték, melyet Markos Miklós és Palásthy György forgatókönyvéből Szemes Mihály rendezett. A film zenéjét Petrovics Emil szerezte. A főbb szerepekben Törőcsik Mari, Szabó Gyula és Zenthe Ferenc látható.

## Cselekmény
Kölyök (Varga Borbála) kedves, kócos és eléggé kétbalkezes fiatal lány az 1950-es évek egyik szocialista iparvárosában, ahol szinte többször okoz bonyodalmat, mint hasznot. A vasműben, ahol dolgozik, mindenki kedveli, csak az új brigádvezetője, Gordon Jóska nem akarja észrevenni. A lánynak rosszul esik a mellőzés, de sok máshoz hasonlóan ezt is hebrencs módon akarja megoldani, így csak kis híja van annak, hogy nem fullad bele a Dunába. Szerencsére épp arra jár egy autós, a jóképű Kondor Géza, aki megmenti, majd elviszi táncolni, felébresztve ezzel Gordon Jóska szerelmét.

## Szereplők
- Törőcsik Mari – Kölyök
- Szabó Gyula – Gordon Jóska
- Zenthe Ferenc – Kondor Géza
- Bessenyei Ferenc – igazgató
- Rajz János – szállodaportás
- Suka Sándor – főhadnagy
- Szirtes Ádám – őrnagy
- Benedek Tibor –
- Váradi Hédi – Székely Ica
- Almási Albert –
- Békés Itala –
- Faragó Vera –
- Garas Dezső – Jenő
- Gera Zoltán – Kócs Dezső
- Horváth József – Gordon szobatársa
- Kibédi Ervin – villanyszerelő
- Kopetty Lia –
- Örkényi Éva – a főhadnagy felesége
- Peti Sándor – gyári portás
- Schubert Éva –
- Benedek István –
- Brachfeld Siegfried – német nyelvű idegenvezető
- Garics János –
- Gönczöl János –
- Holl István –
- Kállay Ilona – prostituált
- Polgár Géza – Császár
- Vándor József –